# Себедраж'є
Себедраж'є (словац. Sebedražie) — село, громада округу Пр'євідза, Тренчинський край. Кадастрова площа громади — 8.44 км².
Населення 1695 осіб (станом на 31 грудня 2020 року).

## Історія
Себедраж'є згадується 1245 року.

## Населення
| Рік:            | 1994. | 2004.   | 2014.   | 2024.   |
| --------------- | ----- | ------- | ------- | ------- |
| Кількість осіб: | 1666  | 1726    | 1771    | 1666    |
| Різниця:        |       | +3,60 % | +2,60 % | -5,92 % |

| Рік:            | 2023. | 2024.   |
| --------------- | ----- | ------- |
| Кількість осіб: | 1688  | 1666    |
| Різниця:        |       | -1,30 % |